# Korespondencja (ekonomia)
Korespondencja (ang. correspondence) – w teorii ekonomii uogólnienie pojęcia funkcji. Formalnie, korespondencja pomiędzy zbiorami {\displaystyle A} i {\displaystyle B} jest odwzorowaniem {\displaystyle f\colon A\to P(B)} ze zbioru {\displaystyle A} na zbiór potęgowy {\displaystyle P(B)} zbioru {\displaystyle B.} Zazwyczaj zakłada się dodatkowo, że każdemu elementowi zbioru {\displaystyle A} przyporządkowany jest niepusty podzbiór zbioru {\displaystyle B,} czyli że {\displaystyle \forall {a}{\in }Af(a)\neq \emptyset .}
Z matematycznego punktu widzenia korespondencja jest szczególnym przypadkiem relacji i w tym kontekście często określa się ją mianem multifunkcji.
Przykładem korespondencji w teorii gier jest korespondencja strategii optymalnej, która określa najlepszą strategię danego gracza dla ustalonych strategii wszystkich jego przeciwników. W przypadku gdy najlepsza strategia jest zawsze określona jednoznacznie, wówczas korespondencja strategii optymalnej jest po prostu funkcją. Jeżeli jednak dla pewnych strategii przeciwników, istnieje kilka strategii przynoszących jednakową wypłatę, wówczas istnieje nie jedna, lecz wiele strategii optymalnych, i mamy do czynienia z korespondencją strategii optymalnej, a nie funkcją.